# АБВГДейка
«АБВГДе́йка» — советская и российская детская образовательная телепрограмма для дошкольников. Выходила с 4 января 1975 по 25 января 2020 года. Формат передачи — уроки в форме игрового спектакля, в качестве учеников выступают клоуны.

## История
В 1974 году начальник управления дошкольного воспитания Министерства просвещения СССР Роза Курбатова съездила в США. Там она увидела учебно-развлекательную программу для детей «Улица Сезам» (англ. Sesame Street) и предложила выпускать аналогичную на ЦТ СССР.
Автором концепции, названия и сценариев первых десяти выпусков программы был Эдуард Успенский, он же предложил и первый состав клоунов-учеников (что являлось основным отличием передачи от «Улицы Сезам»): Сеня (Семён Фарада), Саня (Александр Филиппенко), Таня (Татьяна Непомнящая) и Владимир Иванович (Владимир Точилин). Общими усилиями было сделано около 20 выпусков, которые показывались с повторениями примерно три года.
На протяжении всех лет существования программы её бессменным редактором, художественным руководителем и ведущей являлась Татьяна Черняева, которая выступала под своими именем и отчеством — «Татьяна Кирилловна».
В 1977 году съёмки передачи были прекращены. По словам Татьяны Черняевой, программа была закрыта из-за занятости Александра Филиппенко в театре Вахтангова, а Семёна Фарады — в театре на Таганке. Из-за разности расписаний ведущих актёров собрать всех в одном месте, чтобы отснять выпуск, было сложно. В 1978 году передачу возобновили, но состав учеников изменился, осталась лишь прежняя учительница — Татьяна Кирилловна. Учениками стали цирковые артисты: Ириска (Ирина Асмус), Клёпа (Виталий Довгань), Лёвушкин (Валерий Лёвушкин) и Юра (Юрий Шамшадинов). В это время артисты находились в Москве на репетиционном периоде в цирковой дирекции и могли регулярно участвовать в съёмках.
В 1984 году появились новые выпуски программы. Из прежних учеников остался только Клёпа (с 1985 года в исполнении актёра московского ТЮЗа Сергея Балабанова), остальные были новыми: Аксюта (Елена Казаринова), Костя (Андрей Бронников и Игорь Малышев) и Собака-друг человека (Евгений Балашов). 4 января 1990 года программа была вновь закрыта.
С 11 декабря 1994 по 3 ноября 1996 года на телеканале «Российские университеты» (так называлась в то время учебная Четвёртая программа) и с 27 января по 5 мая 1997 года в блоке «Открытый мир» на НТВ в эфир периодически выходил цикл «АБВГДейки», в котором Татьяна Кирилловна обучала грамоте и счёту Клёпу (Сергей Балабанов) и его брата Шурика (Александр Осипов). В этот период появился и почтальон Печкин (Александр Вдовин) — любимый персонаж детворы из Простоквашино. Возвращение передачи в телевизионный эфир представили Татьяна Кирилловна и Клёпа, будучи гостевыми ведущими «Семейного канала».
Последняя версия программы выходила на ТВЦ (позже — «ТВ Центр») с сентября 2000 по январь 2020 года. Изначально программа входила в детский утренний канал «Отчего? Почему?» (ведущие: Анна Маркова и Виташка). Символами программы стали пёс Носик и кот Хвостик.
С 13 октября 2002 года «АБВГДейка» стала самостоятельной программой. Поменялся состав учеников — в школу поступили: Макаронка (Вера Макарова), Санёк (Александр Коврижных), Татьяна Кирилловна уступила место молодой учительнице — Марусе Александровне (Марина Черняева), а сама заняла место «директора школы» и вместе с почтальоном Печкиным стала отвечать на письма телезрителей. С того же времени съёмки стали проходить на фоне хромакея (в 2002—2006 годах — в собственной виртуальной студии канала). Между «занятиями» часто демонстрировались фрагменты из советских мультфильмов, связанных с темами выпусков, а также музыкальные номера в исполнении детских коллективов или приглашённых певцов. На ТВЦ передача завершалась титрами, включающими в себя основных актёров, авторов идеи, сценаристов выпуска и композиторов (до середины 2003 года — также всю остальную съёмочную группу). Данная версия с 2007 года выпускалась при финансовой поддержке Федерального агентства по печати и массовым коммуникациям, о чём свидетельствовал титр перед заставкой и в конце программы.
В 2006 году Макаронка и Саня покинули команду — пошли в «большую» школу, а вместо них появились Рома Ромашкин (Константин Карасик) и Шпилька (Светлана Малюкова). В роли учительницы — Ксюша Сергеевна (Ксения Кузнецова). Ведущей программы (она играет роль «директора школы») осталась Татьяна Черняева.
В 2010 году в «АБВГДейку» пришла новая учительница — Кристина Алексеевна (Кристина Асмаловская). В 2011 году Ромашкина заменил Митя (Дмитрий Бурукин), а в 2012 году его место занял Гоша Пятёркин (Марат Волошин).
C 2009 по 2016 год специальная версия программы выходила в эфире «Детского радио».
Также повторы советских выпусков показывал телеканал «Ностальгия», с 5 декабря 2009 по 13 февраля 2010 года — телеканал 2x2. С 15 сентября 2018 года выпуски 2000-х и 2010-х годов повторяются на телеканале «Центральное телевидение», принадлежащем «ТВ Центру».
В 1980-е годы программа выходила в 9:30 по субботам. В то же самое время в 2000-е годы выходила и возрождённая версия передачи на ТВЦ. В последние 13 лет существования на «АБВГДейка» стояла в эфире также по субботам, но в 7:40, затем в 5:45 или 6:00.
С 21 апреля 2018 года и до закрытия передачи роль учительницы Светланы Юрьевны исполняла Веста Буркот. Также в некоторых выпусках к роли учительницы вернулась Татьяна Кирилловна.

## Закрытие
25 января 2020 года на официальном YouTube-канале программы её художественный руководитель Татьяна Черняева вместе с героями передачи сообщила о её закрытии:
Сегодня мы говорим всем, кто принимал участие в создании программы за 45 лет, искреннее спасибо. Нам было комфортно и надёжно работать на телеканале «ТВ Центр», который стал нам родным. Благодарим за эти 20 лет совместной работы. К сожалению, сейчас мы вынуждены остановиться с производством программы по причине финансовых трудностей.
Известие о закрытии передачи съёмочная группа получила 23 января, практически сразу после окончания съёмок блока передач на февраль и март. Руководство канала, в свою очередь, отметило, что закрытие программы связано не с финансовым вопросом, а с изменением программной политики на «ТВ Центре» в частности и на телевидении в целом. Замминистра связи Алексей Волин заявляет, что министерство цифрового развития, связи и массовых коммуникаций не считает обоснованным выделение дополнительного финансирования на возобновление детской программы «АБВГДейка» на российском ТВ.
В марте 2020 года последние три выпуска передачи, вышедшие в течение января, были удалены с сайта «ТВ Центра» и его YouTube-канала.
С 5 апреля по 1 мая 2020 года программа выходила в YouTube-формате. Все выпуски были сняты в условиях самоизоляции и посвящены пандемии коронавируса.

## Награды
- В 2017 году программа получила премию ТЭФИ в номинации «Программа для детей и юношества».